# Сан-Луїс-Обіспо (округ, Каліфорнія)
Шаблон:StateAbbr_ 35°23′ пн. ш. 120°27′ зх. д. / 35.38° пн. ш. 120.45° зх. д.
Округ Сан-Луїс-Обіспо (англ. San Luis Obispo County) — округ (графство) у штаті Каліфорнія, США. Адміністративний центр - місто Сан-Луїс-Обіспо. Ідентифікатор округу 06079.

## Історія
Округ утворений 1850 року.

## Демографія
За даними перепису 
2000 року 
загальне населення округу становило 246681 осіб, зокрема міського населення було 200425, а сільського — 46256.
Серед мешканців округу чоловіків було 126704, а жінок — 119977. В окрузі було 92739 домогосподарств, 58654 родин, які мешкали в 102275 будинках.
Середній розмір родини становив 3,01.
Віковий розподіл населення поданий у таблиці:
| Стать    | До 15 років | 15-21 | 22-29 | 30-39 | 40-49 | 50-65 | 65-85 | Понад 85 |
| -------- | ----------- | ----- | ----- | ----- | ----- | ----- | ----- | -------- |
| Чоловіки | 22371       | 17196 | 14822 | 17513 | 20457 | 18907 | 14083 | 1355     |
| Жінки    | 21073       | 14373 | 10974 | 14926 | 19417 | 18967 | 17426 | 2821     |

## Виноски
1. ↑  U.S. Decennial Census. United States Census Bureau. Процитовано 4 жовтня 2015.
2. ↑  Historical Census Browser. University of Virginia Library. Архів оригіналу за 11 серпня 2012. Процитовано 4 жовтня 2015.
3. ↑  Forstall, Richard L., ред. (27 березня 1995). Population of Counties by Decennial Census: 1900 to 1990. United States Census Bureau. Процитовано 4 жовтня 2015.
4. ↑  Census 2000 PHC-T-4. Ranking Tables for Counties: 1990 and 2000 (PDF). United States Census Bureau. 2 квітня 2001. Процитовано 4 жовтня 2015.
5. ↑  State & County QuickFacts. United States Census Bureau. Архів оригіналу за 28 липня 2011. Процитовано 6 квітня 2016.(англ.) Наведено за англійською вікіпедією.
6. ↑  American FactFinder. Бюро перепису населення США. Архів оригіналу за 26 лютого 2012. Процитовано 31 січня 2008. [Архівовано 2008-05-21 у Wayback Machine.]

| США | Це незавершена стаття з географії США. Ви можете допомогти проєкту, виправивши або дописавши її. |